# 小康沃利斯島
75°30′N 096°30′W / 75.500°N 96.500°W

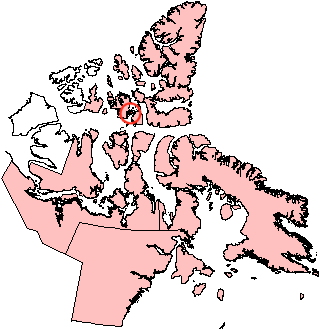
小康沃利斯島在努納武特的位置

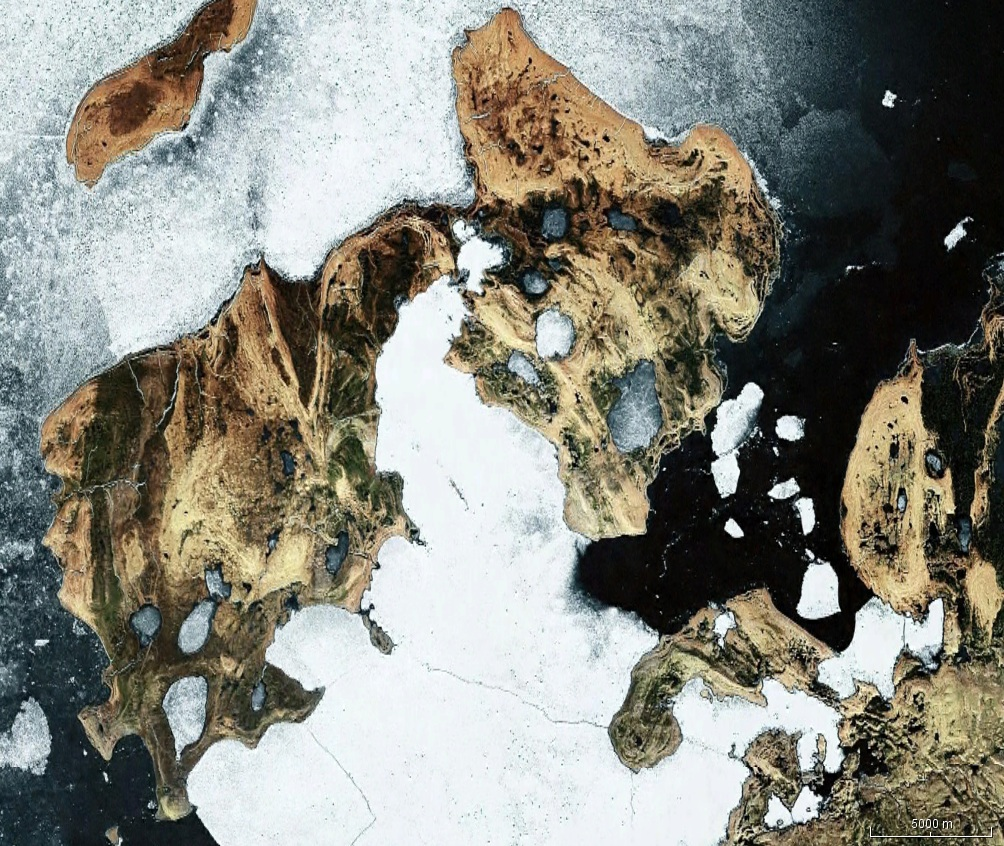
小康沃利斯島衛星圖

小康沃利斯島是加拿大努納武特的島嶼，位於北冰洋，屬於伊麗莎白女王群島的一部分，長36公里、寬32公里，面積412平方公里，最高點海拔高度130米，島上無人居住。

## 外部連結
- Exploration history and mineral potential of the central Arctic Zn-Pb District, Nunavut （页面存档备份，存于）